# Senjska Draga
Senjska Draga – wieś w Chorwacji, w żupanii licko-seńskiej, w mieście Senj. W 2011 liczyła 85 mieszkańców.